# Toxorhamphus novaeguineae
Toxorhamphus novaeguineae là một loài chim trong họ Melanocharitidae.